# بیرون‌زدن دندان

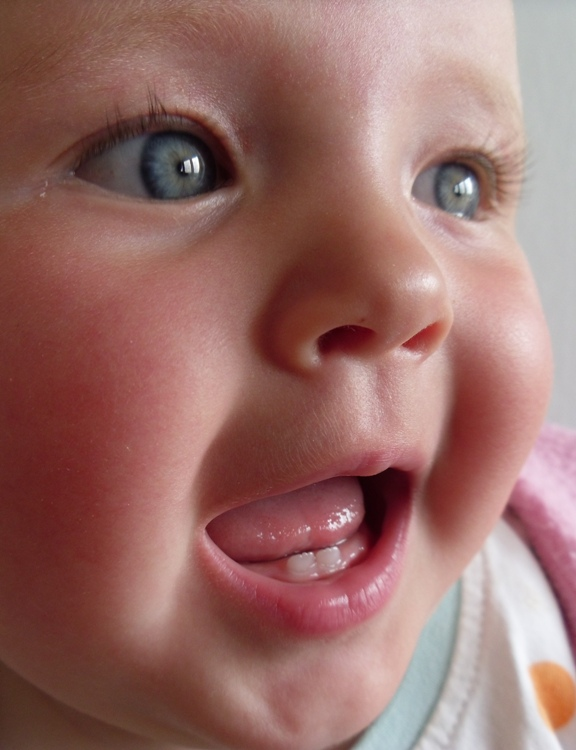
دندان شیری مرکزی نیش در فک پایین که در اینجا در دهان یک نوزاد دختر هفت‌ماهه نشان داده شده‌است، نخستین دندان‌هایی هستند که بیرون می‌زنند.

بیرون‌زدن دندان یا بیرون‌زدگی دندان (به انگلیسی: Tooth eruption)، فرآیندی در رشد دندان است که در آن دندان‌ها وارد دهان شده و قابل دیدن می‌شوند. در حال حاضر اعتقاد بر این است که رباط پریودنتال نقش مهمی در رویش دندان دارد. نخستین دندان‌های انسان که ظاهر می‌شوند، دندان‌های شیری (اولیه) (همچنین به عنوان دندان‌های شیری نیز شناخته می‌شوند)، از حدود ۶ ماهگی تا ۲ سالگی از درون لثه بیرون می‌زنند که به نام کلی «دندان درآوردن» شناخته می‌شود. این دندان‌ها تنها دندان‌هایی هستند که تا حدود ۶ سالگی فرد در دهان هستند و مرحله نخست دندانی را ایجاد می‌کنند. در آن زمان، نخستین دندان دائمی رویش می‌کند و زمانی آغاز می‌شود که در آن ترکیبی از دندان‌های شیری و دائمی وجود دارد که به مرحله دندانی مختلط معروف است که تا از بین رفتن آخرین دندان شیری ادامه می‌یابد. سپس، دندان‌های دائمی باقی‌مانده در مرحله دندان دائمی در دهان بیرون می‌آیند.